# Präsidentenhaus (Parchim)

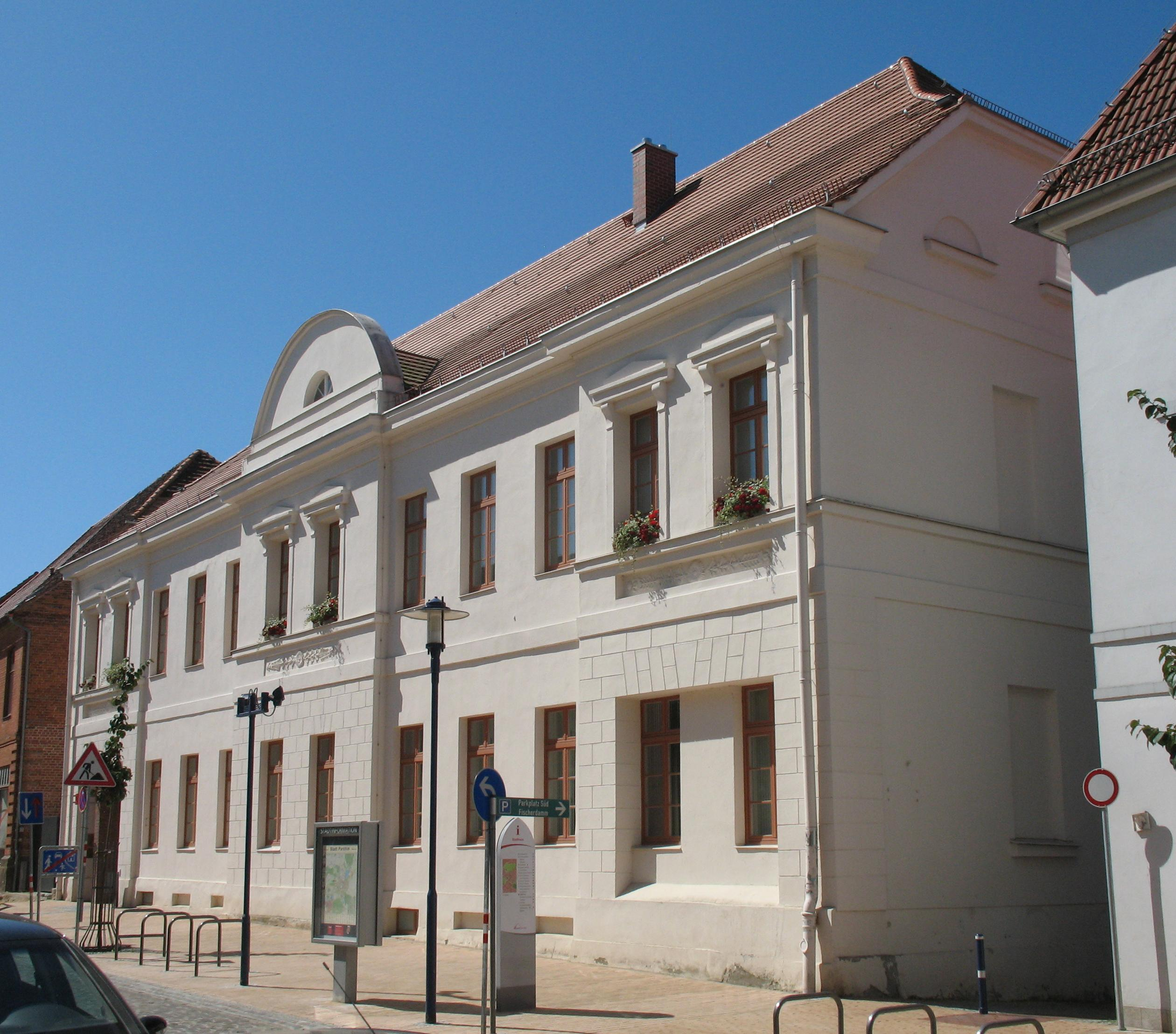
Präsidentenhaus Parchim als Stadthaus (2013)

Das Präsidentenhaus zu Parchim ist ein 200 Jahre altes Gebäude in Parchim, Mecklenburg.

## Geschichte
In der Parchimer Blutstraße – benannt nach der 1798 abgetragenen Kapelle zum Heiligen Blut – steht das sogenannte Präsidentenhaus. Diese ursprüngliche Bezeichnung wurde in den Zeitläuften immer wieder durch andere abgelöst. Für alte Parchimer ist es noch heute das Lyzeum. Spätere Generationen sprechen von der Erweiterten Oberschule. Heute ist die Bezeichnung Stadthaus geläufig.

### Wohnhaus des Gerichtspräsidenten

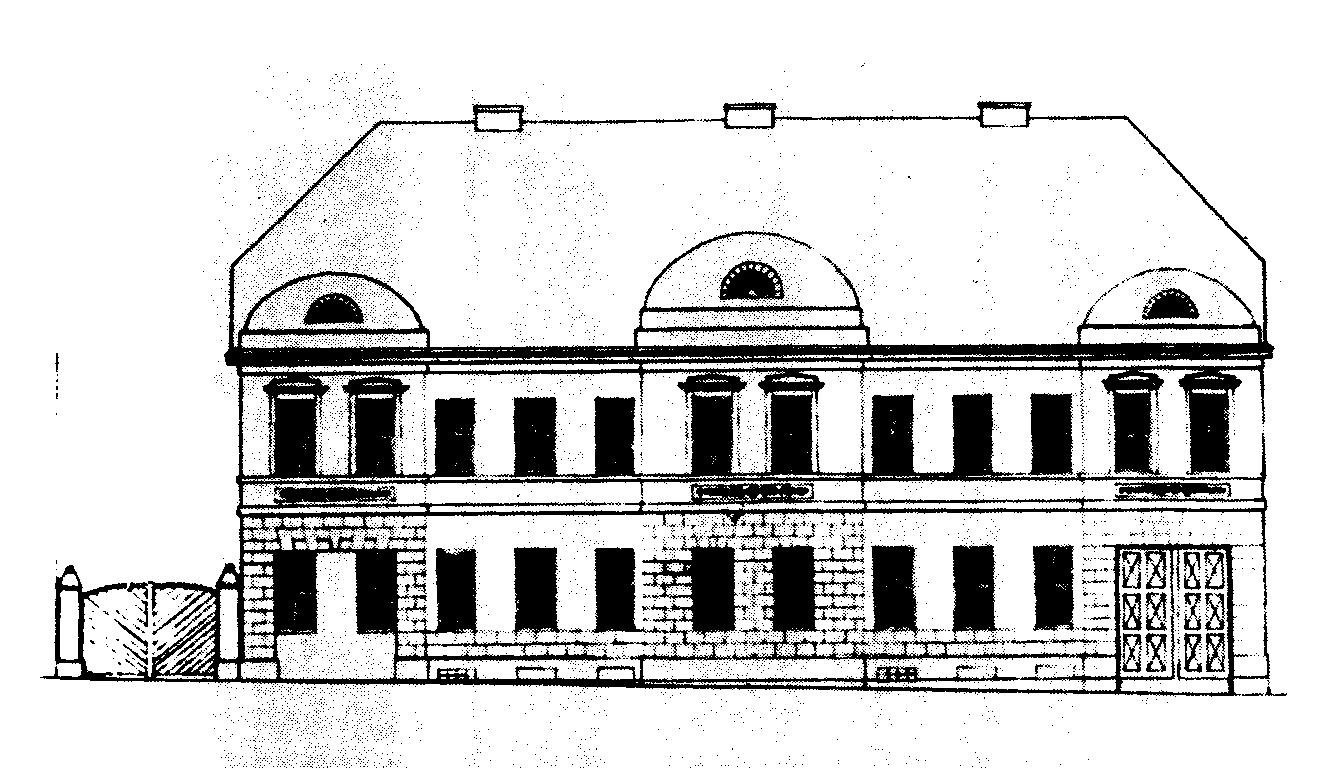
Präsidentenhaus (1820)

Als das Reichskammergericht zu Wetzlar, das höchste Gericht im  Heiligen Römischen Reich, 1806 geschlossen wurde, musste jedes  Land ein Gericht zur Klärung der eigenen Rechts- und Verfassungsfragen errichten. Für Mecklenburg wurde 1818 das Oberappellationsgericht in Parchim gegründet. Für die Stadt war das ein hoher Gewinn und man tat alles, um ihn der Stadt zu erhalten. So wurde nicht nur das Parchimer Rathaus als Gerichtsgebäude zur Verfügung gestellt, sondern auch eine besondere Wohnstätte für den Gerichtspräsidenten gebaut, eben das Präsidentenhaus. Noch 1818 erwarb die Stadt das Gelände von zwei kleinen Wohnhäusern und baute dort neben einem Schulhaus für 31.800 Taler ein repräsentatives Wohngebäude. Der Straße folgend verläuft es von Nord nach Süd. Die großherzogliche Regierung unter Friedrich Franz I. (Mecklenburg) brachte ein Viertel der Kosten auf.
Den Bau leitete der Landesbaumeister Johann Georg Barca, der das Schloss Ludwigslust und die  Residenz Ludwigslust ausgestaltet hatte. Er errichtete den noch heute stehenden klassizistischen Putzbau mit drei Risaliten. Er hatte geräumige Wohnzimmer und einen hohen Treppentrakt sowie eine Toreinfahrt im rechten Risalit. Die Gärten reichten bis zur Elde. Auf dem Hof wurde ein Fachwerkbau für Ställe und Wirtschaftsräume errichtet. Später wurde er zum Gartenhaus.

### Gymnasium und Lyzeum
Als das Gericht 1840 nach Rostock verlegt wurde, gestattete die Schweriner Regierung unter Paul Friedrich (Mecklenburg) dem 1827 gegründeten Friedrich-Franz-Gymnasium die Angliederung einer Realschule. Durch diesen Ausgleich wurde das frei gewordene Präsidentenhaus zum zweiten Schulhaus, in dem Klassenzimmer und Fachkabinette für Physik und Chemie eingerichtet wurden. 1852 entstand im Südflügel aus vier Zimmern eine Aula. Die Decke wurde durch eine stabile Dachkonstruktion gesichert. In den 1880er Jahren verband ein Vestibül beide Gebäude. Der Garten wurde zu einem großzügigen Schulhof umgestaltet.
1890 zog das Friedrich-Franz-Gymnasium in das großzügige Schulareal an den Wallanlagen. Da niemand die großen Häuser im Ganzen kaufen konnte, wurde das Gebäude geteilt. Dabei blieb der Nordflügel eine Lehreinrichtung. Für eine Höhere Töchterschule erstand ihn die Schulvorsteherin Pauline Hasselmann, später gemeinsam mit Ida Jordan. Die Madchen betraten von der Nordseite (Wasserberg) das Gelände. Als die Deutsche Inflation 1914 bis 1923 die Privatschule an den Rand ihrer finanziellen Möglichkeiten trieb, übernahm die Stadt die Bildungseinrichtung mit allem Inventar und Schulden. Sie baute sie bis 1931 schrittweise zum Lyzeum aus. Da die Räumlichkeiten dafür nicht mehr ausreichten, kaufte die Stadt von der Witwe des Rechtsanwalts Dr. Tiedemann den Südteil für 45.000 Goldmark zurück. Dadurch wurde das ganze Haus wieder Heimstatt einer Schuleinrichtung. Geschaffen wurde ein großzügiges Kabinett für den naturwissenschaftlichen Unterricht. Im Lyceum wurden Mädchen vom 10. bis zum 16./17. Lebensjahr zur Obersekundareife geführt. Da die Parchimer auf eine zweite höhere Schule sehr stolz waren, wurde die Bezeichnung Lyzeum für dieses Haus im Sprachgebrauch gängig.
Als das Schulsystem in der Zeit des Nationalsozialismus umgestaltet wurde, entstand eine Oberschule für Mädchen, hauswirtschaftlicher Zweig, mit 6 aufsteigenden Klassen. Für den wirtschaftlichen Ausbildungsteil wurde im Erdgeschoss eine Lehrküche eingerichtet. 1935 eröffnete der Heimatbund im Gartenhaus das erste Parchimer Museum. Im  Zweiten Weltkrieg bezog 1942 ein Lazarett der Wehrmacht die Räume.

### Oberschule und Erweiterte Oberschule
Als im Oktober 1945 der Unterricht wieder aufgenommen wurde, stand für die höhere Schulbildung von Jungen und Mädchen nur das „Präsidentenhaus“ in der Blutstraße zur Verfügung; denn im Gebäude an den Wallanlagen hatte die Rote Armee ein Lazarett eingerichtet. Schon im August 1946 konnte hier wieder das Abitur abgelegt werden. 1951 wurde das Gebäude Blutstraße 1 als zweites Schulhaus angegliedert. Die Schüler in den Klassen 9–12 wurden nun über Jahre an der Oberschule /  Erweiterten Oberschule zum Abitur geführt. Fachkabinette wurden Anfang der 1970er Jahre auch für Geschichte, Geografie,  Deutsch und andere Fächer angeboten. Später kamen ein Sprachkabinett und ein Computerraum hinzu. Da das Raumangebot nicht reichte, wurde das Präsidentenhaus 1988/89 restauriert und zum Fischerdamm hin um einen zweistöckigen Anbau ergänzt. Ihn bezogen moderne Fachkabinette für Physik, Chemie, Biologie, Geografie und Kunsterziehung.
Durch die Umgestaltung des Bildungssystems nach der Wende (DDR) reichte das Gebäude nicht mehr für das Gymnasium mit neun aufsteigenden Klassen aus. Dieses bezog einen Gebäudekomplex in der Weststadt. Die Räumlichkeiten in der Stadtmitte nutzte für die nächsten Jahre die Grundschule Mitte, bis der Rückgang der Schülerzahlen 1999 zur Auflösung zwang. Im Untergeschoss des Anbaus bezog der angegliederte Schulhort sein Quartier. Zuletzt wurden die Schulräume bis 2003 als Ausweichstätte bei Umbauten der Weststadtschulen genutzt.

### Umwidmung zum Stadthaus

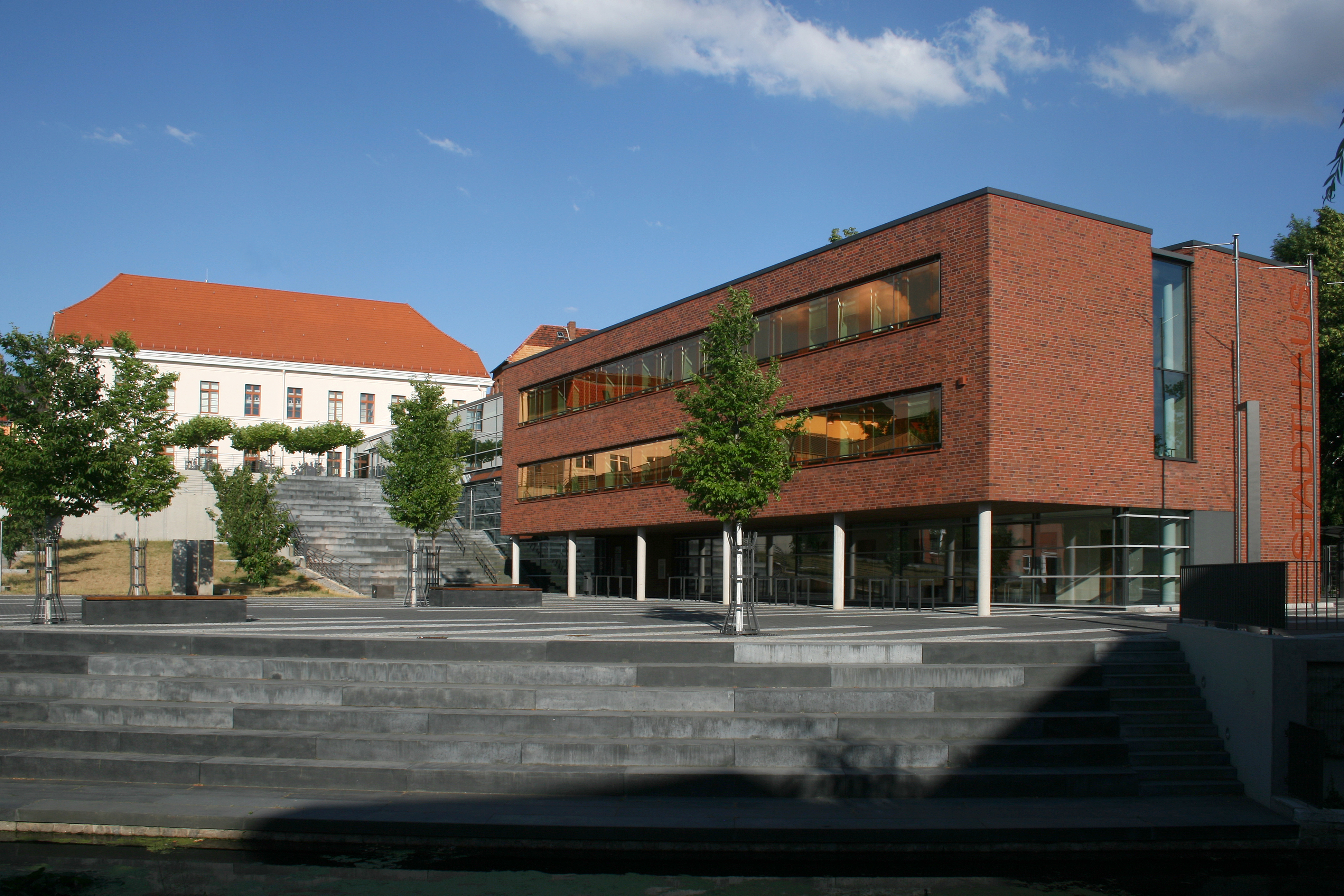
Stadthaus Parchim: Präsidentenhaus und Anbau

Um 2002 reifte in der Stadtverwaltung der Wunsch, die verstreuten Büros an einem Platz zusammenzuziehen und neben dem Rathaus einen zweiten Verwaltungssitz zu schaffen. Man verwarf einen Neubau und verlegte sich auf das leer stehende Präsidentenhaus, ergänzt durch einen modernen Anbau. Dadurch wurde auch das Areal am Rande der Altstadt städtebaulich aufgewertet. Die Stadtverordneten entschieden sich aus einem Ideenwettbewerb für den Vorschlag Brockstedt-Bergfeld-Peters BDA Kiel und übertrugen die Bauleitung Kröpelin & Spegel Parchim. Der 2007 fertiggestellte Bau erhielt eine Anerkennung beim Landesbaupreis 2008. Bei der maroden Bausubstanz wurde das Präsidentenhaus für 2,1 Mio. Euro restauriert und durch einen rechtwinklig angegliederten Neubau ergänzt. Der Südflügel erhielt einen großzügigen Eingangsbereich an der Blutstraße. Er beherbergt die Parchim-Information und führt zum Anbau mit dem Bürgerbüro. Das altehrwürdige Treppenhaus, die innere Gliederung und die äußere Gestaltung des Präsidentenhauses blieben erhalten, so dass Teile des alten Wohn- und Schulgebäudes noch heute erlebbar sind. Bei der Einweihung am 10. März 2008 erhielt der Altbau symbolisch die Büroräume des Fachbereichs Bau und Stadtentwicklung. Sie sind der Ausgangspunkt von Parchims Städtebau geworden.